# Noyers-Missy
Noyers-Missy – gmina we Francji, w regionie Normandia, w departamencie Calvados. W 2013 roku liczba ludności wynosiła 1644 mieszkańców.
Gmina została utworzona 1 stycznia 2016 roku z połączenia dwóch wcześniejszych gmin: Missy oraz Noyers-Bocage. Siedzibą gminy została miejscowość Noyers-Bocage. Istniała tylko rok, ponieważ w dniu 1 stycznia 2017 roku wraz z gminami Le Locheur i Tournay-sur-Odon utworzyła nową gminę Val-d’Arry.